# AN/PRC-150
AN/PRC-150(C) Multiband Radio відоме як Фалкон 2 (англ. Falcon II) — тактичне HF та VHF радіо, яке виробляє Harris Corporation. Радіо класифікується Агентством національної безпеки США як продукт типу 1.
Позначення AN/PRC розшифровується як Army/Navy Portable Radio Communications згідно Joint Electronics Type Designation System.

## Характеристики

### Основні
- Частотний Діапазон: від 1.6 до 59.999 MHz
- Net Presets: 75, fully programmable
- Стабільність частоти: ±0.5 x 10-6
- Emission Modes: J3E (single sideband, upper or lower, suppressed carrier telephony), H3E (compatible AM single sideband plus full carrier), A1A, J2A (compatible CW), selectable; F3E (FM)
- RF Input/Output Impedance: 50 Ω nominal, unbalanced
- Power Input: 26 VDC (21.5 to 32 VDC)
- Data Interface: Synchronous or asynchronous (RS-232C; MIL-STD-188-114A)
- Розміри (із відсіком батарей): 10.5W x 3.5H x 13.2D дюймів (26.7W x 8.1H x 34.3D см)
- Вага радіо: 4.7 кг (без батареї)
- Модель: RT-1694D (P)(C)/U

### Приймач
- Чутливість SSB: −113 dBm (0.5 µV) мінімум для 10 dB SINAD
- Аудіо Вихід: 15 mW при 1000 Ω to external handset
- Шумоподавлювач радіостанції: Front panel adjustable, active squelch selectable
- IF Rejection: Greater than 80 dB
- Image Rejection: Greater than 80 dB (First IF image)
- Intermodulation Distortion: −80 dB or better for two −30 dBm signals separated 30 kHz or more
- Overload Protection: Receiver protected to 32 VRMS..

### Передавач
- Power Output: 1, 5, 20 watts PEP/Average −1/+2 dB (1, 5, 10 watts FM)
- Аудіо Вхід: 1.5 mV при 150Ω чи 0 dBm при 600Ω for full rated output
- Carrier Suppression: Greater than 60 dB below PEP output (J3E mode)
- Undesired Sideband Suppression: Greater than 60 dB below PEP output
- Spurious Outputs: −50 dB relative to rated output, except harmonics which are −40 dB (Greater than 20 kHz from Fc) Minimum for fo = 1.6-30 MHz
- Antenna Tuning Capability: OE-505 3м whip (від 1.6 до 60 MHz), RF-1936P (AS-2259) NVIS (від 1.6 до 30 MHz), RF-1940-AT001/RF-1941 dipole

### Environmental
- Test Method: Per MIL-STD-810E
- Immersion: 3 ft. (.9 m) of water
- Робоча температура: від −40 °C до +70 °C

### Короткі хвилі
- Encrypted Data HF: MIL-STD-188-110B App. C (9600 bit/s and 12,800 bit/s uncoded), App. B 39 tone (to 2400 bit/s), Serial Tone (to 9600 bit/s), STANAG 4285 (2400 bit/s), STANAG 4415 (75 bit/s), STANAG 4539 (9600 bit/s), FSK (600 bit/s)
- VHF: FSK (16 kbit/s)
- Automatic Link Establishment (ALE): STANAG 4538 FLSU, MIL-STD-188-141B Appendix A with Appendix B AL-1 LP, including the Scope Command telephony call type
- FHSS: Serial Tone ECCM
- Вокодер: HF LPC-10-52E (600/2400) MELP (600/2400), VHF: CVSD
- Data Link Layer Protocol (ARQ): STANAG 4538 (3G), pFED-STD-1052

### Ультракороткі хвилі
- Data: Wideband FSK (16 kbit/s)
- Voice Digitization: CVSD (16 kbit/s)

### COMSEC сумісність
ANDVT/KY-99, ANDVT/KY-100, KG-84C, KY-57 VINSON (VHF), CITADEL (NSA approved exportable COMSEC)

## На озброєнні
На сьогодні AN/PRC-150 радіо використовується Армії США, Командуванням спеціальни операцій США та у Корпусі морської піхоти США.